# Orient Steam Navigation Company

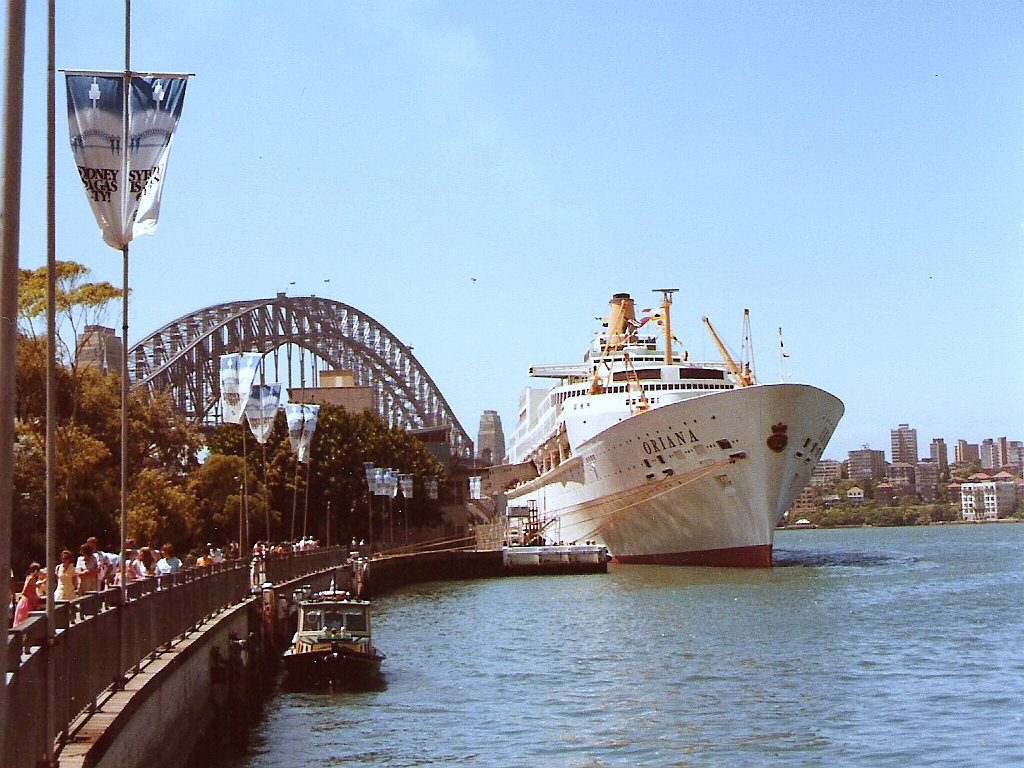
Die Oriana, das zuletzt in Dienst gestellte Schiff der Reederei

Die Orient Steam Navigation Company, auch als Orient Line bekannt, war eine britische Linienreederei. Die Wurzeln des Unternehmens reichten bis ins späte 18. Jahrhundert zurück. Zu Beginn des 20. Jahrhunderts begann eine Zusammenarbeit mit der Peninsular and Oriental Steam Navigation Company (P&O), welche das Unternehmen 1966 komplett übernahm.

## Geschichte

### 1797–1900
Die Ursprünge des Unternehmens liegen im 1797 von James Thomson gegründeten Geschäft als Schiffsbroker. 1828 trat James Anderson mit in das Geschäft ein. Das Unternehmen unterhielt eine Flotte kleinerer Segelschiffe, deren Betrieb sich bis zur Mitte des 19. Jahrhunderts zu einem weltweiten Liniengeschäft ausgedehnt hatte. Ab 1863 firmierte das Unternehmen als Anderson, Thomson and Company, was sich 1866 mit der Einführung des Liniendienstes nach Australien zu Orient Line of Packets, meist Orient Line genannt, änderte. Der Umstieg auf Dampfschiffe brachte im Jahr 1878 eine weitere Umbenennung des Unternehmens, in Orient Steam Navigation Company.

### 1900–1939
Die Zusammenarbeit mit der Peninsular and Oriental Steam Navigation Company begann um 1900, als beide Reedereien mit der australischen Regierung einen gemeinsamen Vertrag über einen Postliniendienst abschlossen. Beide Unternehmen unterhielten jeweils vierzehntägliche Abfahrten von Großbritannien nach Australien, woraus sich wöchentliche Schiffsverbindungen mit schnellen Postschiffen ergaben. In dieser Zeit ließ die Orient Line in rascher Folge immer größere Schiffe bauen, deren Namen ausschließlich mit O begannen. So wurde beispielsweise 1909 mit den Schiffen Otway, Osterley, Orsova, Otranto und Orvieto ein Quintett von 12.000-Tonnern in Dienst gestellt. Im Ersten Weltkrieg wurden die Schiffe zum Kriegsdienst herangezogen, wobei einige verlorengingen. Im letzten Kriegsjahr übernahm P&O die Anteilsmehrheit an der Orient Line, ließ diese aber bis in die 1960er Jahre eigenständig agieren. Nach dem Kriegsende wurde der England-Australien-Dienst ab 1919 wiederaufgenommen und die eigene Flotte mit dem Kauf einiger ehemals deutscher Schiffe aus dem Reparationsbestand der britischen Regierung verstärkt. Später, in der zweiten Hälfte der 1920er Jahre kamen etliche neue Schiffe, meist von der Vickers-Armstrongs Werft aus Barrow-in-Furness hinzu. Eine weitere Reihe von Schiffen bestellte man ab Mitte der 1930er Jahre, nachdem die Reederei zum Ende der Weltwirtschaftskrise wieder profitabel betrieben werden konnte.

### 1940–1960

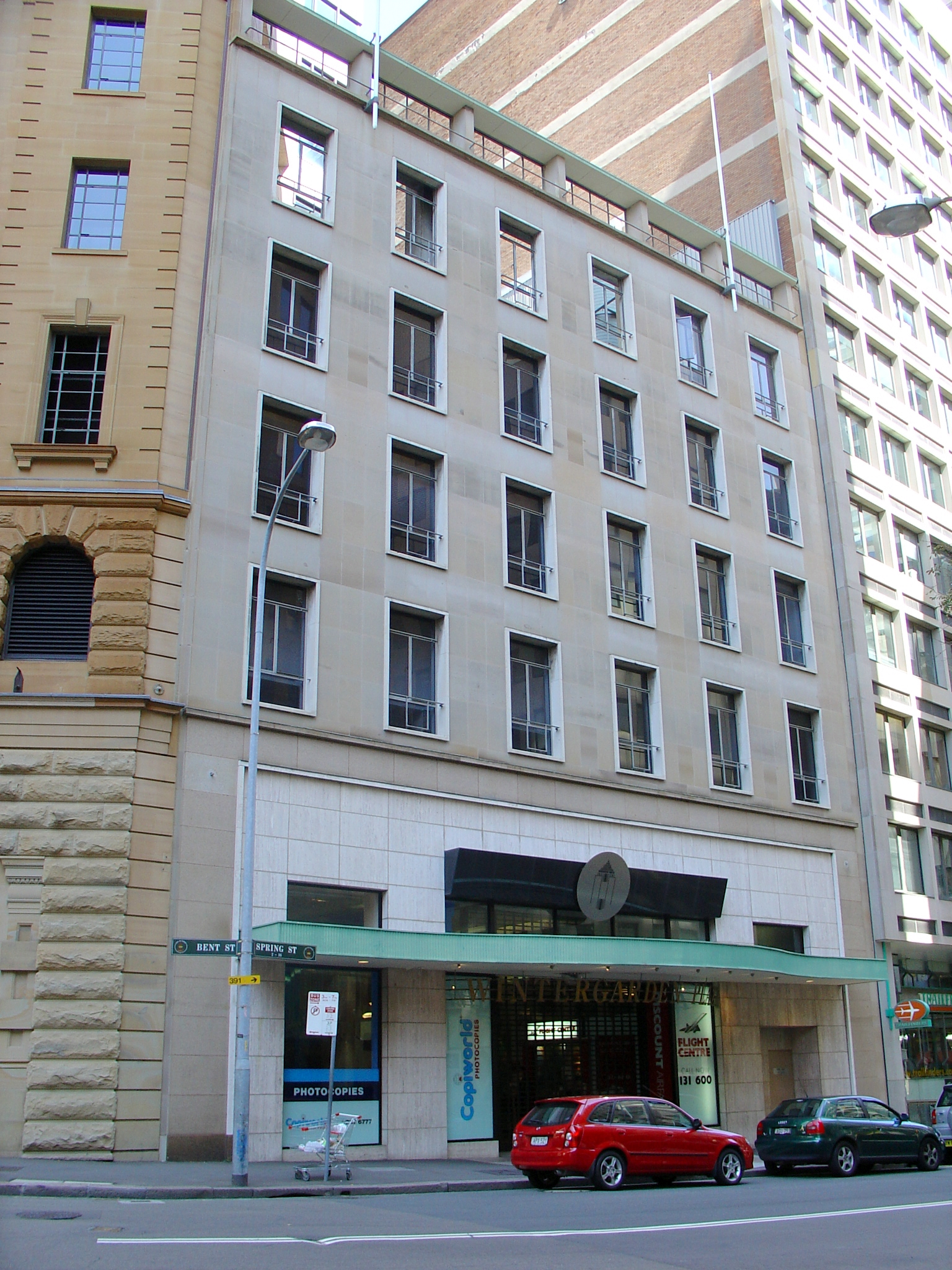
Orient-Line-Bürogebäude in Sydney

Auch im Zweiten Weltkrieg wurden alle Schiffe der Orient Line wieder von der britischen Regierung eingesetzt. Von den acht eingesetzten Schiffen gingen vier während des Krieges verloren, die verbleibenden vier nahmen ab 1947 wieder den unterbrochenen Postdienst zwischen Großbritannien und Australien auf. Aufgrund der erst langsam einsetzenden wirtschaftlichen Erholung konnte erst in den Jahren 1948 bis 1954 durch die Indienststellung der drei neuen 28.000 Tonnen großen Schiffe Oronsay, Orcades und Orsova wieder zu alter Stärke aufgeschlossen werden.
Die höhere Geschwindigkeit der Neubauten machte eine Verringerung der Reisezeit um acht Tage auf 28 Tage Reisedauer möglich. Das in den 1950er Jahren einsetzende Zeitalter der Flugreisen begann aber zunehmend den Marktanteil der klassischen Linienpassagierschifffahrt zu dezimieren, weshalb man die Schiffe immer öfter für Teile des Jahres auf Kreuzfahrten einsetzte, oder anderweitige Beschäftigung für sie suchte. So begann die Oronsay ab 1954 einen Transpazifikdienst. Trotz allem bestellten sowohl die P&O, als auch die Orient Line noch je ein letztes größeres Schiff. Die P&O erhielt ihre Canberra, die Orient Line stellte die Oriana in Dienst. Es waren die größten und schnellsten je auf der England-Australien-Route eingesetzten Passagierliner. Die Oriana erreichte Geschwindigkeiten bis zu 30 Knoten und verminderte so die Reisedauer noch einmal von 28 auf 21 Tage. Trotzdem konnten sie den Niedergang der Linienpassagierdienste nicht stoppen und wurden ab 1974 als reine Kreuzfahrtschiffe eingesetzt.

### 1960–2005
Die Oriana war der letzte Neubau der Orient Line, und auch das letzte Schiff, das unter der Orient-Line-Flagge fuhr. P&O und die Orient Line fusionierten 1960 zu P&O-Orient Lines. 1964 wurde das Orient-Line-Farbmuster mit dem cremefarbenen Rumpf, zugunsten der weißen Außenfarbe der P&O fallengelassen und auch die Orcades sowie die Oronsay in die P&O-Flotte eingegliedert. Den Namen Orient Line ließ man erst 1966 fallen, als auch die Orsova und die Oriana in die P&O Flotte überführt wurden. Allerdings führte die Oriana, auf ihrer letzten Reise, bevor sie im März 1986 außer Dienst gestellt wurde noch einmal symbolisch die Flagge der Orient Line. Danach überlebte das letzte Relikt der Orient Line weitere neunzehn Jahre als schwimmende Touristenattraktion, bevor sie 2005 schließlich in China verschrottet wurde. Der Name Oriana fand jedoch in Erinnerung an das ehemalige Flaggschiff der Orient Line beim 1995 auf der Meyer-Werft gebauten P&O-Kreuzfahrtschiff erneut Verwendung.

## Passagierschiffe der Orient Line
| Jahr        | Name          | Tonnage    | Werft                                        | Status/Schicksal                                                                               |
| ----------- | ------------- | ---------- | -------------------------------------------- | ---------------------------------------------------------------------------------------------- |
| 1877 (1871) | Garonne (I)   | 3876 BRT   | Robert Napier & Sons, Govan                  | 1871: PSNCo / 1878: Orient Line / 1897 verkauft an F. Waterhouse, Seattle                      |
| 1877 (1871) | Lusitania     | 3877 BRT   | Laird Brothers, Birkenhead                   | 1871: PSNCo / 1877: Orient Line / 1900 verkauft an Beaver Line                                 |
| 1878 (1871) | Chimborazo    | 3847 BRT   | John Elder & Company, Govan                  | 1871: PSNCo / 1878: Orient Line / 1894 an P. Pitcher verkauft Cleopatra                        |
| 1878 (1871) | Cuzco         | 3898 BRT   | John Elder & Company, Govan                  | 1871: PSNCo / 1878: Orient Line / 1905 Abbruch in Genua                                        |
| 1879        | Orient        | 5386 BRT   | John Elder & Company, Govan                  | 1910 Abbruch in Genoa                                                                          |
| 1882        | Austral       | 5524 BRT   | John Elder & Company, Govan                  | 1902 Abbruch in Genoa                                                                          |
| 1887        | Ormuz (I)     | 6031 BRT   | Fairfield Shipbuilders, Govan                | 1912 verkauft an Compagnie de Navigation Sud-Atlantique, Divona                                |
| 1891        | Ophir         | 6910 BRT   | Robert Napier & Sons, Govan                  | 1918 an Admiralität verkauft (Hospitalschiff) / 1921 Abbruch in Troon                          |
| 1899        | Omrah         | 8130 BRT   | Fairfield Shipbuilders, Govan                | 1918 durch deutsches U-Boot versenkt                                                           |
| 1902        | Orontes (I)   | 9023 BRT   | Fairfield Shipbuilders, Govan                | 1925 Abbruch in Inverkeithing                                                                  |
| 1909        | Otranto (I)   | 12.124 BRT | Workman, Clark, Belfast                      | 1918 nach Kollision mit der Kashmir gesunken                                                   |
| 1909        | Orsova (I)    | 12.036 BRT | John Brown & Company, Clydebank              | 1936 außer Dienst und Abbruch                                                                  |
| 1909        | Otway         | 12.077 BRT | Fairfield Shipbuilders, Govan                | 1917 durch deutsches U-Boot versenkt                                                           |
| 1909        | Orvieto       | 12.133 BRT | Worman, Clark, Belfast                       | 1931 Abbruch in Bo’ness                                                                        |
| 1909        | Osterley      | 12.129 BRT | London & Glasgow Shipbuilding Company, Govan | 1930 Abbruch in Bo’ness                                                                        |
| 1911        | Orama (I)     | 12.927 BRT | John Brown & Company, Clydebank              | 1917 durch deutsches U-Boot versenkt                                                           |
| 1917        | Ormonde       | 14.853 BRT | John Brown & Company, Clydebank              | 1952 Abbruch in Dalmuir                                                                        |
| 1919 (1897) | Omar          | 10.566 BRT | AG Vulcan Stettin, Bredow                    | 1897: NDL, ex-Königin Luise / 1919: Orient Line, 1921 in Omar umbenannt / 1924 verkauft Edison |
| 1921 (1906) | Orcades (I)   | 9630 BRT   | AG Vulcan Stettin, Bredow                    | 1906: NDL, ex-Prinz Ludwig / 1921: Orient Line, Orcades / 1924 außer Dienst                    |
| 1924        | Orama (II)    | 19.777 BRT | Vickers, Barrow-in-Furness                   | 1940 in der Nordsee durch deutsche Kriegsschiffe versenkt                                      |
| 1925        | Oronsay (I)   | 20.043 BRT | John Brown & Company, Clydebank              | 1942 durch italienisches U-Boot versenkt                                                       |
| 1926        | Otranto (II)  | 20.026 BRT | Vickers-Armstrong, Barrow-in-Furness         | 1957 Abbruch in Schottland                                                                     |
| 1928        | Orford        | 19.941 BRT | Vickers-Armstrong, Barrow-in-Furness         | 1940 ausgebombt / 1947 Abbruch in Savona                                                       |
| 1929        | Orontes (II)  | 20.097 BRT | Vickers-Armstrong, Barrow-in-Furness         | 1962 außer Dienst und Abbruch                                                                  |
| 1935        | Orion         | 23.371 BRT | Vickers-Armstrong, Barrow-in-Furness         | 1963 außer Dienst und Abbruch                                                                  |
| 1937        | Orcades (II)  | 23.456 BRT | Vickers-Armstrong, Barrow-in-Furness         | 1942 durch deutsches U-Boot versenkt                                                           |
| 1948        | Orcades (III) | 28.396 BRT | Vickers-Armstrong, Barrow-in-Furness         | 1962 an P&O / 1973 Abbruch in Kaohsiung                                                        |
| 1951        | Oronsay (II)  | 27.632 BRT | Vickers-Armstrong, Barrow-in-Furness         | 1962 an P&O / 1975 Abbruch in Kaohsiung                                                        |
| 1954        | Orsova (II)   | 28.790 BRT | Vickers-Armstrong, Barrow-in-Furness         | 1965 an P&O / 1974 Abbruch in Kaohsiung                                                        |
| 1959        | Garonne (II)  | 24.513 BRT | Vickers-Armstrong, High Walker               | 1965 an P&O / 1973 nach Liberien verkauft, St. Thomas                                          |
| 1960        | Oriana        | 41.923 BRT | Vickers-Armstrong, Barrow-in-Furness         | 1965 an P&O / 1986 an Japan verkauft, 2005 verschrottet                                        |
| 1977        | Garinda       | 34.895 BRT | Nordseewerke, Emden                          | 1984 an P&O / 1986 an Bermuda verkauft, Hekabe                                                 |